# Captain Beefheart and His Magic Band
A Magic Band eredetileg Don Glen Vliet alias Captain Beefheart háttérzenekaraként alakult. Néhány hosszabb ideig szereplő vagy vissza-visszatérő zenész mellett az együttes egyetlen állandó tagja maga Captain Beefheart volt 1982-ig. 2003-ban az egyik hosszú távú tag, John Drumbo French újjáalakította a zenekart (Beefheart nélkül), The Magic Band néven. 2003-ban és 2005-ben két albumot adtak ki.

## Diszkográfia

### Stúdiólemezek
| Kiadás éve | Cím                            | Megjegyzés                                                | Magic Band tagok                                                                                          | Listák | Listák |
| Kiadás éve | Cím                            | Megjegyzés                                                | Magic Band tagok                                                                                          | US     | UK     |
| ---------- | ------------------------------ | --------------------------------------------------------- | --- | ------ | ------ |
| 1967       | Safe as Milk                   | - Kiadás 1967. szeptember - Kiadó: Buddah (US) / Pye (UK) | - John French - Ry Cooder - Alex St. Claire - Jerry Handley                                               | —      | —      |
| 1968       | Strictly Personal              | - 1968. október - Kiadó: Blue Thumb (US) / Liberty (UK)   | - John French - Alex St. Claire - Jeff Cotton - Jerry Handley                                             | —      | —      |
| 1969       | Trout Mask Replica             | - 1969. június 16. - Kiadó: Straight                      | - John French - Jeff Cotton - Bill Harkleroad - Mark Boston - Victor Hayden                               | —      | 21     |
| 1970       | Lick My Decals Off, Baby       | - 1970. december - Kiadó: Straight                        | - John French - Bill Harkleroad - Mark Boston - Art Tripp                                                 | —      | 20     |
| 1971       | Mirror Man                     | - 1971. május - Kiadó: Buddah                             | - John French - Alex St. Claire - Jeff Cotton - Jerry Handley                                             | —      | —      |
| 1972       | The Spotlight Kid              | - 1972. január - Kiadó: Reprise                           | - John French - Bill Harkleroad - Mark Boston - Art Tripp - Elliot Ingber                                 | 131    | —      |
| 1973       | Clear Spot                     | - 1973. január - Kiadó: Reprise                           | - Bill Harkleroad - Mark Boston - Art Tripp - Roy Estrada                                                 | 191    | —      |
| 1974       | Unconditionally Guaranteed     | - 1974. április - Kiadó: Mercury (US) / Virgin (UK)       | - Bill Harkleroad - Mark Boston - Alex St. Claire - Mark Marcellino - Art Tripp                           | 192    | —      |
| 1974       | Bluejeans & Moonbeams          | - 1974. november - Kiadó: Mercury (US) / Virgin (UK)      | - Ira Ingber - Gene Pello - Mark Gibbons - Michael Smotherman - Jimmy Caravan - Ty Grimes - Dean Smith    | —      | —      |
| 1978       | Shiny Beast (Bat Chain Puller) | - 1978. január - Kiadó: Warner (US) / Virgin (UK)         | - Jeff Moris Tepper - Bruce Lambourne Fowler - Eric Drew Feldman - Richard Redus - Robert Arthur Williams | —      | —      |
| 1980       | Doc at the Radar Station       | - 1980. augusztus - Kiadó: Virgin                         | - John French - Jeff Moris Tepper - Eric Drew Feldman - Bruce Lambourne Fowler - Robert Arthur Williams   | —      | —      |
| 1982       | Ice Cream for Crow             | - 1982. szeptember - Kiadó: Virgin                        | - Jeff Moris Tepper - Gary Lucas - Richard Snyder - Cliff R. Martinez                                     | —      | —      |
| 1984       | The Legendary A&M Sessions     | - 1984. október - Kiadó: A&M - EP                         | - Doug Moon - Alex St. Claire - Paul Blakely - Jerry Handley                                              | —      | —      |
| 2003       | Back to the Front              | - 2003 - Kiadó: ATP Recordings - LP                       | - Rockette Morton (Mark Boston) - John Drumbo French - Gary Lucas - Denny Feelers Rebo Walley             | —      | —      |
| 2005       | 21st Century Mirror Men        | - 2005 - Kiadó: A&M - EP                                  | - Rockette Morton - Robert Williams - Michael Taylor - Denny Walley - Gary Lucas                          | —      | —      |